# Campionati europei juniores di sci alpino 1980
I Campionati europei juniores di sci alpino 1980, 8ª edizione della manifestazione organizzata dalla Federazione Internazionale Sci, si svolsero in Italia, a Madonna di Campiglio; il programma incluse gare di discesa libera, slalom gigante e slalom speciale, sia maschili sia femminili.

## Risultati

### Uomini

#### Discesa libera
| Pos. | Atleta            | Nazione  |
| ---- | ----------------- | -------- |
| 1    | Pirmin Zurbriggen | Svizzera |
| 2    | Gustav Oehrli     | Svizzera |
| 3    | Philipp Schuler   | Svizzera |

#### Slalom gigante
| Pos. | Atleta           | Nazione    |
| ---- | ---------------- | ---------- |
| 1    | Ernst Hinterseer | Austria    |
| 2    | Guido Hinterseer | Austria    |
| 3    | Jure Franko      | Jugoslavia |

#### Slalom speciale
| Pos. | Atleta         | Nazione    |
| ---- | -------------- | ---------- |
| 1    | Joakim Wallner | Svezia     |
| 2    | Jure Franko    | Jugoslavia |
| 3    | Roberto Grigis | Italia     |

### Donne

#### Discesa libera
| Pos. | Atleta           | Nazione |
| ---- | ---------------- | ------- |
| 1    | Elke Kunschitz   | Austria |
| 2    | Roberta Berbenni | Italia  |
| 3    | Paoletta Magoni  | Italia  |

#### Slalom gigante
| Pos. | Atleta        | Nazione        |
| ---- | ------------- | -------------- |
| 1    | Erika Gfrerer | Austria        |
| 2    | Inge Krenn    | Austria        |
| 3    | Traudl Hächer | Germania Ovest |

#### Slalom speciale
| Pos. | Atleta        | Nazione |
| ---- | ------------- | ------- |
| 1    | Ewa Grabowska | Polonia |
| 2    | Kristen Adams | Italia  |
| 3    | Erika Gfrerer | Austria |

## Medagliere per nazioni
| Pos. | Nazione        | Oro | Argento | Bronzo | Totale |
| ---- | -------------- | --- | ------- | ------ | ------ |
| 1    | Austria        | 3   | 2       | 1      | 6      |
| 2    | Svizzera       | 1   | 1       | 1      | 3      |
| 3    | Polonia        | 1   | 0       | 0      | 1      |
| 3    | Svezia         | 1   | 0       | 0      | 1      |
| 5    | Italia         | 0   | 2       | 2      | 4      |
| 6    | Jugoslavia     | 0   | 1       | 1      | 2      |
| 7    | Germania Ovest | 0   | 0       | 1      | 1      |